# Tiocianat de plom(II)
El tiocianat de plom(II) és un compost inorgànic, del grup de les sals, que està constituït per anions tiocianat {\displaystyle {\ce {SCN-}}} i cations plom (2+) {\displaystyle {\ce {Pb^2+}}}, la qual fórmula química és {\displaystyle {\ce {Pb(SCN)2}}}.

## Propietats
El tiocianat de plom(II) es presenta en forma de cristalls blancs o groc pàl·lid, que cristal·litzen en el sistema monoclínic. No presenta olor, la seva densitat és de 3,82 g/cm³ i descompon quan se'l escalfa fins a 190 °C. És soluble en aigua (0,05 g en 100 g d'aigua a 20 °C), poc en aigua freda i descompon en aigua calenta. És soluble en àcid nítric. Pot formar mescles explosives en contacte amb l'aire.

## Preparació
El tiocianat de plom(II) pot preparar-se a partir de nitrat de plom(II) {\displaystyle {\ce {Pb(NO3)2}}} i tiocianat de potassi {\displaystyle {\ce {KSCN}}}:
{\displaystyle {\ce {Pb(NO3)2 + 2KSCN -> Pb(SCN)2 + 2KNO3}}}

## Aplicacions
És un ingredient de la barreja d'imprimació per a cartutxos d'armes petites, llumins de seguretat, tintura.